# Kisvaszar
Kisvaszar é um município da Hungria, situado no condado de Baranya. Tem 20,35 km² de área e sua população em 2019 foi estimada em 333 habitantes.